# Gandhi (film)

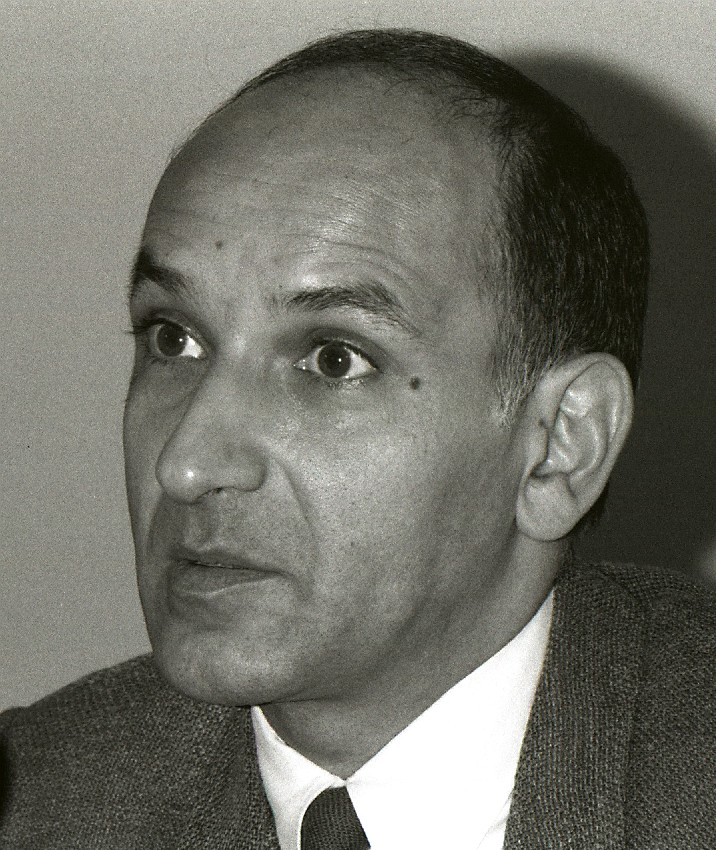
Ben Kingsley promoot de film Gandhi (maart 1983)

Gandhi is een Indiaas-Britse dramafilm uit 1982 van Richard Attenborough met in de hoofdrollen Ben Kingsley en Candice Bergen.
Het scenario van de film is gebaseerd op het leven van Mahatma Gandhi, die leiding gaf aan de geweldloze opstand tegen de Britse koloniale overheersing van India in de eerste helft van de twintigste eeuw.
Gandhi was een succes in de bioscopen en alleen al in de VS werd een omzet behaald van 52,7 miljoen dollar. Ook de kritieken waren goed en de film werd onderscheiden met acht Oscars.

## Verhaal
De film begint met beelden van de moord op Gandhi op 30 januari 1948 en zijn hierop volgende begrafenis.
En dan reizen we 55 jaar terug in de tijd. 1893, Gandhi zit op een trein in Zuid-Afrika en wordt uit de eerste klas gegooid omdat hij door zijn afkomst daar niet mag zitten. Na deze ervaring richt Gandhi zijn aandacht op de ongelijkheid in Zuid-Afrika. Hij besluit een geweldloze protestcampagne te starten voor de rechten van de Indiase minderheid in Zuid-Afrika. Al gauw komt hij in contact met een geestelijke, die hem bijstaat in zijn strijd voor meer gelijkheid in Zuid-Afrika. Na meerdere malen gearresteerd te zijn, krijgen zowel het lot van Gandhi als zijn geweldloze strijd internationale aandacht. De overheid in Zuid-Afrika zit met deze ongewenste aandacht in de maag en uiteindelijk krijgt Gandhi de erkenning van de gelijkwaardigheid van Indiërs in Zuid-Afrika voor elkaar.
Na deze overwinning besluit Gandhi terug naar zijn vaderland, India, te vertrekken. Hier is hij ondertussen een nationale held geworden. Hij wordt verzocht de burgerij de macht terug te geven en de koloniale overheersing van de Britten te breken. Net als in Zuid-Afrika wil Gandhi dit bereiken op een geweldloze manier. Maar de Britse overheid is niet onder de indruk en Gandhi wordt opnieuw opgepakt. Hij wordt voor vier jaar vastgezet.
Na zijn vrijlating begint hij opnieuw met geweldloze protesten. Nu is de Britse overheid wel gevoelig voor zijn argumenten en de protesten eindigen in een onafhankelijkheidsconferentie in Londen. Maar ondanks alle goede bedoelingen mislukt de conferentie. In de Tweede Wereldoorlog wordt Gandhi weer vastgezet en vervolgens weer vrijgelaten. Door zijn doorzettingsvermogen en zijn charisma krijgt hij een grote aanhang onder de bevolking. De spanningen in India lopen soms hoog op en leidden tot rellen en gewelduitbarstingen. Gandhi's methode om het geweld te sussen is de hongerstaking. Het Verenigd Koninkrijk staat ondertussen onder sterke politieke druk van andere landen en moet toegeven, India wordt onafhankelijk.
Maar de problemen zijn hierbij niet verdwenen. Nu de gemeenschappelijke vijand is verdreven komen de religieuze spanningen tussen hindoes en moslims weer naar voren. In het hele land komt het tot gewelddadige confrontaties die leiden tot een burgeroorlog. De geschokte Gandhi gaat weer in hongerstaking. De gevechten worden uiteindelijk stopgezet, maar het land is verdeeld door de godsdiensttwisten. Besloten wordt dat het noordwesten en het oostelijke deel van India (het huidige Bangladesh), een nieuw land wordt: Pakistan. Gandhi besteedt zijn laatste dagen aan het bewerkstelligen van de vrede tussen beide landen. Maar het lijkt allemaal zinloos als hij niet lang daarna vermoord wordt.

## Rolverdeling
| Acteur            | Personage                       |
| ----------------- | ------------------------------- |
| Ben Kingsley      | Mahatma Gandhi                  |
| Candice Bergen    | Margaret Bourke-White           |
| Edward Fox        | Gen. Reginald Dyer              |
| John Gielgud      | Lord Irwin                      |
| Trevor Howard     | Judge Broomfield                |
| John Mills        | Lord Chelmsford                 |
| Martin Sheen      | Vince Walker                    |
| Rohini Hattangady | Mrs. Kasturba M. Gandhi         |
| Roshan Seth       | Pandit Jawaharlal Nehru         |
| Saeed Jaffrey     | Sardar Vallabhbhai Patel        |
| Ian Charleson     | Eerwaarde Charles Freer Andrews |
| Athol Fugard      | Generaal Jan Smuts              |
| Amrish Puri       | Khan                            |
| Dilsher Singh     | Khan Abdul Ghaffar Khan         |
| Geraldine James   | Mirabehn                        |
| Alyque Padamsee   | Muhammad Ali Jinnah             |
| Shreeram Lagoo    | Gopal Krishna Gokhale           |

## Voorgeschiedenis

### De droom van Kothari
Gandhi's geweldloosheid en zijn ascetische levenswijze inspireerden tal van producenten en regisseurs om het leven van de mahatma te verfilmen. In 1952 sloot de Hongaars-Amerikaanse producent Gabriel Pascal een overeenkomst over de verfilming van Gandhi's leven met Pandit Nehru de premier van India. Pascal was zeer geïnteresseerd in India en een aanhanger van goeroe Meher Baba. Voor hij echter zijn plannen kon voltooien overleed Pascal in 1954. In 1962 werd acteur/regisseur Richard Attenborough benaderd door Motilai Kothari. Kothari had de Britse nationaliteit maar was geboren in India en gefascineerd door Gandhi. Hij werkte als ambtenaar voor de Indian High Commission in Londen, maar had een droom die niets met zijn werk te maken had, het leven van Gandhi verfilmen. Attenborough werd aangestoken door Kothari's enthousiasme en las de biografie van Louis Fischer over Gandhi. Het was het begin van een achttienjarige queeste om de droom van Kothari waar te maken.

### David Lean
Attenborough wist via Lord Louis Mountbatten, de laatste onderkoning van India, een ontmoeting te krijgen met premier Jawaharlal Nehru en diens dochter Indira Gandhi. Hij sprak met Nehru over het project en de premier gaf toestemming voor de film en bood hulp aan bij de productie. Voordat echter Attenborough van start kon gaan, overleed Nehru in 1964. Intussen hadden ook regisseur David Lean en producent Sam Spiegel plannen voor een film over Gandhi. Na het succes van The Bridge on the River Kwai wilde Lean zich op Gandhi storten met Alec Guinness in de titelrol. Attenborough benaderde Lean met zijn ideeën over de film. Lean zag het idee wel zitten en wilde het project regisseren met Attenborough als producent. Maar eerst richtte hij zich op een ander project Ryan's Daughter. Tijdens de opnamen van deze film stierf Kothari en met hem ook het project Gandhi.

### Financiering
Rond 1974 begon Attenborough het project weer nieuw leven in te blazen. Hij nam de regie voor de films A Bridge Too Far (1977) en Magic (1978) op zich om geld te verdienen voor zijn project. In 1976 kreeg hij een financiële toezegging van Warner Brothers. Nu gooide India roet in het eten. Premier Indira Gandhi kondigde de noodtoestand af en er mochten geen filmploegen naar binnen. In 1980 had Attenborough de financiering op orde en de toestemming om te filmen. Scenarist John Briley zou het scenario schrijven. Jake Eberts, het hoofd van Goldcrest production bracht twee derde van het filmbudget in, terwijl de National Film Development Corporation van India de resterende 10 miljoen dollar bijeen bracht.
Attenborough had zelf zijn rechten op het theaterstuk The Mouse Trap van Agatha Christie verkocht.

## Acteurs

### Gandhi
Het invullen van de rol van Gandhi bleek een grote opgave, zeker omdat India zo betrokken was bij het project en goed in de gaten hield wie in de film zou acteren. Diverse acteurs werden overwogen zoals Dustin Hoffman, Anthony Hopkins, Peter Finch, John Hurt, Dirk Bogarde, Tom Courtney, Alec Guinness en Albert Finney. Uiteindelijk bracht Attenborough de lijst terug tot drie Britse acteurs: Alec Guinness, John Hurt en Anthony Hopkins, maar hij was niet gelukkig met het feit dat het ging om drie Europese acteurs die gestalte moesten geven aan een uit India afkomstige activist en wijsgeer.
Het was schrijver Harold Pinter die Attenborough wees op acteur Ben Kingsley. Kingsley was geboren in 1943 in North Yorkshire, maar was van Indiase afkomst. Zijn geboortenaam was Krishna Bhanji en zijn familie kwam uit dezelfde streek als Gandhi, Gujarat. Pinter had Kingsley gezien als Mosca in het toneelstuk Volpone van Ben Johnson. Het bleek een goede tip. Attenborough herinnerde zich Kingsley van de film Fear Is the Key en de tv films "Hard Labour" en "Antony and Cleopatra". Kingsleys auditie was het sluitstuk. Volgens Attenborough explodeerde Kingsley van het scherm, hij was zo geloofwaardig dat het leek alsof Gandhi was herboren.

### Andere rollen
Attenborough was zo lang bezig geweest met het Gandhiproject dat hij al in 1966, tijdens de opnamen van de The Sand Pebbles de Amerikaanse actrice Candice Bergen had gepolst voor de rol van fotografe Margaret Bourke-White. Martin Sheen dankte zijn rol als journalist Vince Walker (een compilatie van verschillende echte journalisten) aan zijn indrukwekkende acteerprestatie in Apocalypse Now (1979)
Hetzelfde gold voor Ian Charleson die zijn rol als Charles Freer Andrews dankte aan zijn werk voor Chariots of Fire (1981). Een andere kandidaat voor deze rol was Michael Denison.

## Productie

### Opnamen
De productie begon op 26 november 1980 en eindigde op 10 mei 1981. Er werd in India gefilmd in het Aga Khan Palace in Maharashtra, Amritsar, in de Punjab, Bihar, Birla House, New Delhi (voor de moordscène), Calcutta, Gujarat, Hyderabad House, Delhi (voor de opnames van het kantoor van Generaal Smuts), Udaipur, Rajasthan (spoorwegscènes), India Gate, New Delhi (voor de begrafenisstoetscène), Mumbai, in Patna (voor de rellen van de boeren). In Engeland werden opnamen gemaakt in Kingsley Hall, Bromley-by-Bow, London, Buckingham Palace, Westminster, London, Old Town Hall, Staines, (Surrey rechtszaal in India). Studio-opnamen werden gemaakt in de Shepperton Studios, Shepperton, Surrey, en de Twickenham Studio's in Middlesex.

### Begrafenisscène
Voor de begrafenisscène werd per advertentie gevraagd om figuranten. Uiteindelijk kwamen er zo'n 200.000 mensen opdagen die voor niets aan de film meewerkten. Zo'n 94.500 figuranten werden tegen een kleine betaling aangenomen. Met 294.500 figuranten is de film nog altijd recordhouder en staat hij vermeld in het Guinness Book of Records. De scène werd opgenomen op 31 januari 1981, precies 33 jaar na de echte begrafenis van Gandhi. De figuranten mochten alleen wit dragen en de producenten kochten alle kleding op met een andere kleur. Elf filmploegen namen in totaal 7000 meter film op. In de montage werd dit teruggebracht tot ongeveer 3 minuten. Tijdens de opnamen was het soms zo druk dat sommige figuranten bijna werden verdrukt. Eén jonge figurant overleed toen de muur waarop hij zat omviel en hij door de brokstukken dodelijk werd verwond.

### Ben Kingsley
Kingsley bereidde zich zorgvuldig voor op de rol van Gandhi. Hij las vrijwel elk boek dat ooit over zijn personage was geschreven en bezocht alle belangrijke locaties die een rol speelden in Gandhi's leven. Hij zette zichzelf op een vegetarisch dieet en viel zo'n acht kilo af. Verder deed hij negentig minuten yoga per dag, leerde zichzelf spinnen op een spinnewiel en sliep op een matje. In Kingsleys woning hingen uitvergrote foto's van Gandhi, zodat de acteur voortdurend de verschillende gelaatsuitdrukkingen van de Mahatma kon bestuderen. Op den duur werd Kingsley Gandhi en niet alleen filmploeg en medeauteurs waren onder de indruk, de plaatselijke bevolking was ervan overtuigd dat Gandhi's geest naar India was gekomen.

### Respect
Ook Attenborough was geheel in de ban van Gandhi en India. Hij waakte er over dat iedereen in de filmploeg respect toonde voor de lokale gebruiken en handelde in de geest van Gandhi. Attenborough zelf werkte nauw samen met overheidsmensen uit India. Onder geen voorwaarde mocht de liefde die de bevolking van India voelde voor Gandhi geweld aan worden gedaan. Voortdurend liet de regisseur controleren of de scènes historisch verantwoord waren en dat bij de uitgebeelde personages de werkelijkheid zo dicht mogelijk benaderd werd. Acteurs Edward Fox en Martin Sheen raakten zo onder de indruk van de persoonlijkheid van Gandhi en zijn werk dat zij hun salaris doneerden aan liefdadigheidsinstellingen in India.

## Historie en fictie
Regisseur Richard Attenborough ging tot het uiterste om het leven van Gandhi zo historisch mogelijk uit te beelden. De film is om die reden bijna meer een documentaire dan een speelfilm, hoewel ook Attenborough desondanks toch nog enig steekjes liet vallen:
- De auto die werd verbrand tijden de opnamen van de rellen in Calcutta is een Ambassador, een kopie van de Britse Morris Oxford, die in India werd gemaakt. De Ambassador is echter van na 1954, terwijl de rellen in Calcutta tussen 1946 en 1948 waren.
- In de scène waarin de vlag van het net onafhankelijk geworden Pakistan voor de eerste keer wordt gehesen, is het nationale volkslied van het land te horen, het "Qaumi Taranah". Dit is echter het huidige volkslied. Tijdens de onafhankelijkheidsceremonie werd het eerste volkslied van Pakistan gespeeld, dat enige dagen daarvoor was geschreven door een Hindoe. Dit volkslied hield het slecht achttien maanden uit, waarna het werd vervangen door het "Qaumi Taranah".
- Ook de scène rond de onafhankelijkheidsceremonie in India is de ceremonie niet correct weergegeven. In de film wordt het hijsen van de vlag getoond in vol daglicht, terwijl het in werkelijkheid rond middernacht was.
- In de film is te zien dat Gandhi Engeland bezoekt in 1931. De trein heeft het logo van British Rail. In 1931 bestond British Rail echter niet (opgericht in 1948) en had de trein voorzien moeten zijn van het logo van een van de vijf toenmalige Britse commerciële treinbedrijven UK, LMS, LNER, SR of GWR.
- In een andere treinscène, spelend in Zuid-Afrika, zit Gandhi in de eersteklaswagon. Deze wagon is gesitueerd vlak achter de locomotief. Maar in werkelijkheid was dit de slechtste positie voor een wagon in die dagen. De stoom en de hitte van de locomotief waren daar het hevigst. Dus was de eersteklaswagon altijd aan het einde van de trein.
- Aan het begin van de film is te zien dat de politie van Zuid-Afrika Gandhi slaat en vervolgens arresteert na de rellen waarbij de activisten hun pasje verbranden uit protest tegen de omstreden Zuid-Afrikaanse "Pasjeswet". In werkelijkheid werd noch Gandhi, nog zijn medeactivisten geslagen. Ze werden alleen opgepakt.
- John Gielgud beschikt in de film duidelijk over een gezonde linkerarm en het gebruik van zijn beide handen. Dat kan niet worden gezegd van het personage dat hij speelt, Lord Irwin. Irwin was geboren met een verschrompelde linkerarm en zonder linkerhand.
- Tijdens de film is een scène te zien rond een cricketwedstrijd. In plaats van de gebruikelijk elf spelers per team, zijn er twaalf veldspelers actief.

## Prijzen en nominaties

### Oscars
| Resultaat | Categorie                 | Ontvanger                                                  |
| --------- | ------------------------- | ---------------------------------------------------------- |
| Gewonnen  | Beste mannelijke hoofdrol | Ben Kingsley                                               |
| Gewonnen  | Beste film                | Richard Attenborough                                       |
| Gewonnen  | Beste regisseur           | Richard Attenborough                                       |
| Gewonnen  | Beste artdirection        | Stuart Craig Robert W. Laing Michael Seirton               |
| Gewonnen  | Beste camerawerk          | Billy Williams Ronnie Taylor                               |
| Gewonnen  | Beste kostuumontwerp      | John Mollo Bhanu Athaiya                                   |
| Gewonnen  | Beste montage             | John Bloom                                                 |
| Gewonnen  | Beste originele scenario  | John Briley                                                |
| Nominatie | Beste grime               | Tom Smith                                                  |
| Nominatie | Beste originele muziek    | Ravi Shankar George Fenton                                 |
| Nominatie | Beste geluid              | Gerry Humphreys Robin O'Donoghue Jonathan Bates Simon Kaye |

### Golden Globe
| Resultaat | Categorie                 | Ontvanger            |
| --------- | ------------------------- | -------------------- |
| Gewonnen  | Beste buitenlandse film   | Richard Attenborough |
| Gewonnen  | Beste mannelijke hoofdrol | Ben Kingsley         |
| Gewonnen  | Beste scenario            | John Briley          |
| Gewonnen  | Beste regisseur           | Richard Attenborough |
| Gewonnen  | Beste debuut              | Ben Kingsley         |

### David di Donatello
| Resultaat | Categorie                    | Ontvanger            |
| --------- | ---------------------------- | -------------------- |
| Gewonnen  | Beste buitenlandse film      | Richard Attenborough |
| Gewonnen  | Beste buitenlandse producent | Richard Attenborough |
| Gewonnen  | Europese David               | Richard Attenborough |

### BAFTA Awards
| Resultaat | Categorie                 | Ontvanger            |
| --------- | ------------------------- | -------------------- |
| Gewonnen  | Beste mannelijke hoofdrol | Ben Kingsley         |
| Gewonnen  | Beste film                | Richard Attenborough |
| Gewonnen  | Beste regisseur           | Richard Attenborough |
| Gewonnen  | Beste vrouwelijke bijrol  | Rohini Hattangadi    |
| Gewonnen  | Beste debuut              | Ben Kingsley         |